# Seitzister bavianus
Seitzister bavianus är en skalbaggsart som beskrevs av Cooman 1948. Seitzister bavianus ingår i släktet Seitzister och familjen stumpbaggar. Inga underarter finns listade i Catalogue of Life.